# 토마시 마하치

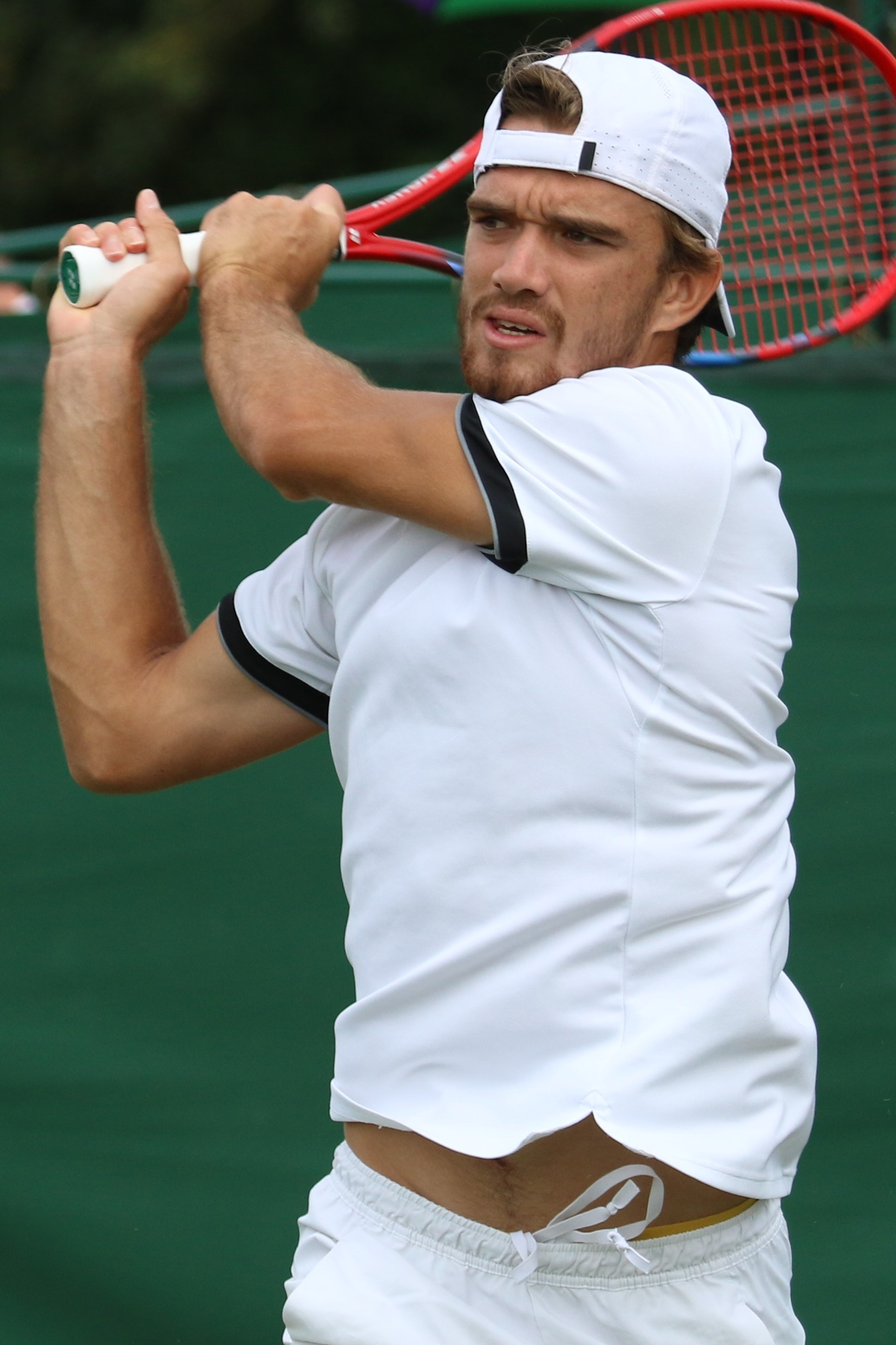
2023년 윔블던 선수권 대회에서

토마시 마하치(체코어: Tomáš Macháč, 2000년 10월 13일 베로운 ~ )는 체코의 프로 테니스 선수이다. 플레이스타일은 오른손잡이, 양손 백핸드이다. 2024년 하계 올림픽 테니스 혼합 복식에서 카테르지나 시니아코바와 함께 출전해 금메달을 획득했다.